# Barytarbes pectoralis
Barytarbes pectoralis är en stekelart som först beskrevs av Carl Gustav Alexander Brischke 1871.  Barytarbes pectoralis ingår i släktet Barytarbes och familjen brokparasitsteklar. Inga underarter finns listade.